# Internwebb
Internwebb är ett annat ord för intranätwebb som är en webbplats för utbyte av intern information inom ett företag eller en organisation. Ofta används felaktigt termen intranät för en organisations interna webb. Denna benämningen kommer från det engelska ordet intranet, som egentligen endast beskriver ett internt datornätverk som använder Internet-protokollen för att knyta samman en organisation.
Som jämförelse kan man se på internet som också är ett datanätverk som använder IP-protokollet. Till skillnad från ett intranät som är privat är internet ett allmänt datanät.